# بيير شارلز لانفانت
بيير (بيتر) شارلز لانفانت (بالفرنسية: : [pjɛʁ ʃɑʁl lɑ̃fɑ̃]؛ 1754-1825) هو مهندس معماري ومدني. وُلد بفرنسا ثم انتقل وعاش بالولايات المتحدة. اشتهر اسمه ومعرفته بتصميم وتخطيط شوارع واشنطن العاصمة (مقاطعة كولومبيا) بالولايات المتحدة.

يعرف لانفانت بتصميمه مخطط حديقة ناشونال مول.

## أول حياته
ولد في آنِت (أحد بلديات شمال فرنسا)، أور ولوار (إقليم فرنسي)، وهو الطفل الثالث، والابن الثاني لشارلوت ماري لانفانت. كان بيير لانفانت، (1704-1787)، رساماً لديه سمعة جيدة في خدمة الملك لويس الخامس عشر. في عام 1758، توفي شقيقه بيير جوزيف في سن السادسة، وتركه كابن أكبر. درس في الأكاديمية الملكية في متحف اللوفر قبل التسجيل للقتال في الثورة الأمريكية. كما درس أيضاً في عهد والده في الأكاديمية الملكية للرسم والنحت.

## خدمته العسكرية
تم تجنيده من قِبَل بيير أوجستن كارون دي بومارشيه للمشاركة في حرب الاستقلال الأمريكية في المستعمرات الثلاث عشرة. لقد وصل لسن ال 23 في عام 1777، حيث خدم كمهندس عسكري للقائد اللواء لافاييت بالجيش القاري. على الرغم من أصوله الأرستقراطية، لانفانت تعرف عن كثب على الولايات المتحدة، واتخذ اسم «بيتر». وقد جُرِح في حصار سافانا، إحدى معارك الثورة الأمريكية، في عام 1779 ولكنه تعافى وعمل في فريق الجنرال جورج واشنطن باعتباره كابتن المهندسين للفترة المتبقية من الحرب الثورية الأمريكية.
خلال الحرب، كان لانفانت مع جورج واشنطن في وادي فورج. وبينما هو هناك، قام اللواء مركيز دي لافاييت بتكليف لانفانت لرسم صورة لواشنطن. وقد تمت ترقيته ليصبح من أهم المهندسين في 2 مايو عام 1783، وتقديراً لخدمته في الحرية الأمريكية.
بعد الحرب، قام لانفانت بتصميم شارة للجمعية السيسيناتية، وهي على شكل نسر، بناءً على طلب من جورج واشنطن، وأرسلت إلى فرنسا لإعطاء الشارات للضباط الفرنسيين الذين قاتلوا في الحرب.

## معماري ومهندس تخطيط

### بعد الحرب الثورية الأمريكية
في أعقاب الحرب، أنشأ لانفانت شركة هندسة مدنية ناجحة ومربحة جداً في مدينة نيويورك. حقق بها بعض الشهرة كمهندس معماري من إعادة تصميم قاعة المدينة في نيويورك ليكون أول مؤتمر للكونجرس في القاعة الفيدرالية. كما صمم أيضاً القطع النقدية والميداليات والأثاث وبيوت الأثرياء، وأصبح صديقاً لألكسندر هاميلتون.
في حين كان لانفانت في مدينة نيويورك، بدأ في طريق الماسونية. وكانت بدايته في 17 أبريل عام 1789، في محفل هولندا رقم 8 اف وايه ام، والذي قام محفل نيويورك F & AM باستأجاره عام 1787. لانفانت استغرق أول ثلاث درجات فقط يقدمها المحفل، ولم يتقدم في المزيد من الماسونية.

### التخطيط للمدينة العاصمة الفيدرالية
أعطى الدستور الجديد للولايات المتحدة، والتي دخلت حيز التنفيذ في عام 1789، الكونغرس سلطة إنشاء منطقة العاصمة الفيدرالية والتي تصل إلى عشرة أميال مربعة في المساحة. وقد كُتِب بالفعل لانفانت إلى واشنطن الرئيس، وطلب أن يتم التكليف لتخطيط المدينة، ولكن تم وضع قرار بشأن رأس المال المنتظر في يوليو تموز 1790 عندما أصدر الكونغرس قانون رقم 1 الخاص بالإقامة.
التشريع، والذي كان نتيجة حل وسط بوساطة ألكسندر هاملتون وتوماس جيفرسون، المحدد أن تقع العاصمة الجديدة على نهر بوتوماك، في مكان ما بين فرع الشرقية (نهر أناكوستيا) وكونوجوشيج، بالقرب من هاجرزتاون، ميريلاند. أعطى قانون الإقامة السلطة للرئيس واشنطن على تعيين ثلاثة مفوضين للإشراف على مسح المنطقة للعاصمة الاتحادية الفيدرالية و«وفقا لهذه الخطط، يقوم الرئيس بالموافقة،» لتوفير المباني العامة لاستيعاب الحكومة الاتحادية الفيدرالية في عام 1800.

## روابط خارجية
- بيير شارلز لانفانت على موقع الموسوعة البريطانية (الإنجليزية)
- بيير شارلز لانفانت على موقع إن إن دي بي (الإنجليزية)